# Öresundsverket, Helsingborg

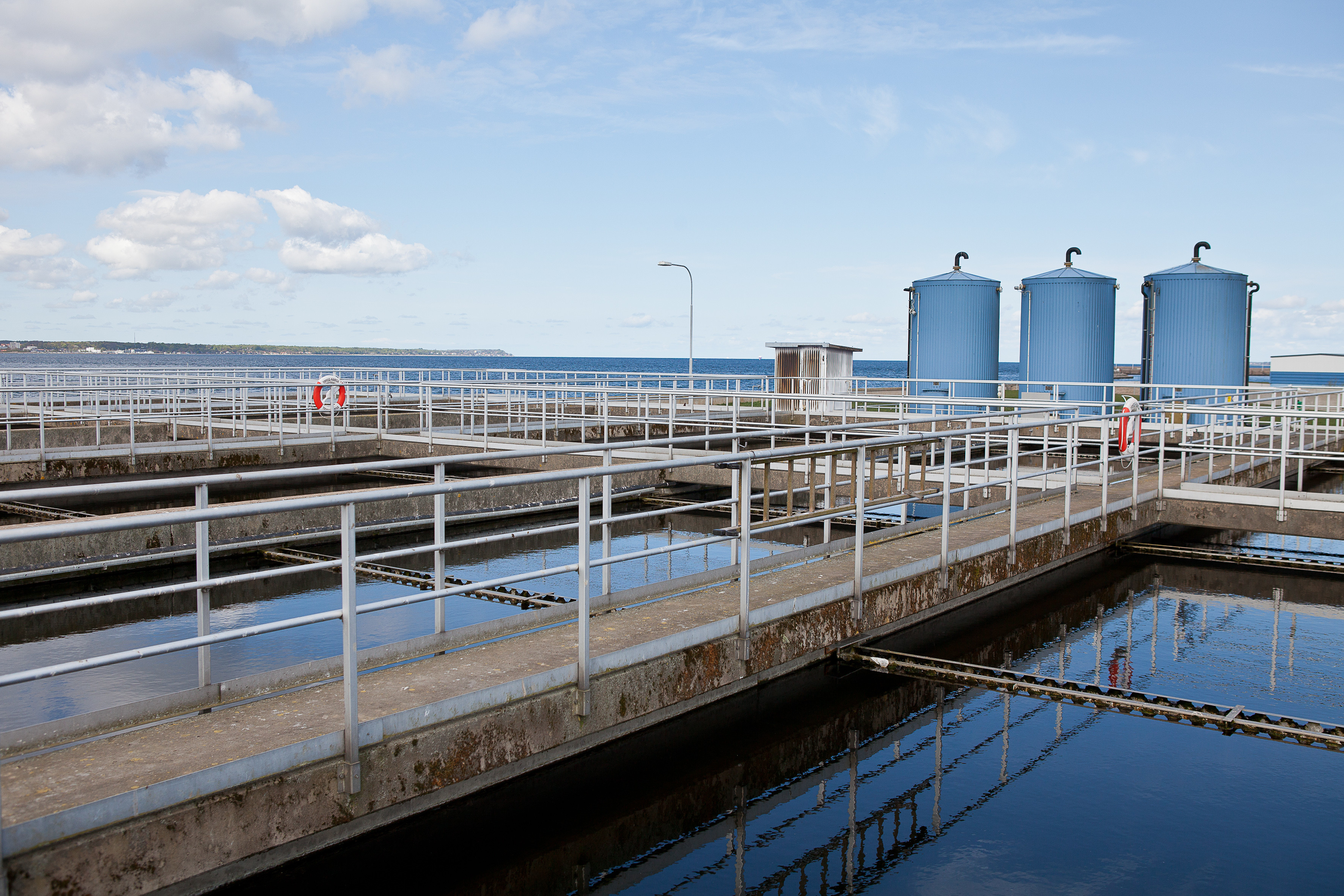
Öresundsverket i Helsingborg.

Öresundsverket är ett reningsverk för avloppsvattenrening i Helsingborg som togs i drift 1974. Reningsverket ligger intill Öresund i västra Helsingborg mellan Västhamnen och Norrhamnen. Verket utökades med ytterligare en etapp 1989. Omkring 130 000 personer samt en mängd industrier är anslutna till reningsverket, som tar emot 50 000 kubikmeter vatten varje dygn. Maximal kapacitet för verket är 67 000 kubikmeter per dag. Det är ett av Sveriges största som enbart drivs med biologisk fosforavskiljning.
Öresundsverket ägs av Helsingborgs kommun och drivs av Nordvästra Skånes vatten och avlopp (NSVA).

## Anläggningen
Reningsprocessen består av grovrening, mekanisk rening i försedimenteringsbassänger, biologisk fosfor- och kväverening i en aktivslamprocess (biologisk rening följt av en sedimentering), och slutligen följt av sandfiltrering. 
Överskottsslammet från aktivslamprocessen rötas för biogasproduktion. 

### Recolab
2021 togs den nya anläggningen Recolab i drift.  I Recolab ska växtnäringsämnen extraheras ur avloppsfraktioner från det närliggande nybyggda bostadsområdet Oceanhamnen. Avloppsvattnet från Oceanhamnen kommer att källsorteras (delas upp vid källan) i gråvatten, svartvatten och kvarnat matavfall.  Denna lösning kallas "tre rör ut".  Recolab består av tre avdelningar: en utvecklingsanläggning, en testbädd och en utställningshall.  I utvecklingsanläggningen hanteras de tre fraktionerna från Oceanhamnen. I testbädden erbjuder Recolab plats för försök och utveckling av nya tekniker, exempelvis näringsåtervinning, bl.a. tekniken NP Harvest , och i utsällningshallen finns möjlighet att boka studiebesök, möten eller andra arrangemang.